# Gyöngyösi Pál (teológus)
Pettyeni Gyöngyösi Pál, Gyöngyösi Árva Pál (Gyöngyös, 1668. – Odera-Frankfurt, 1743.) teológiai doktor és egyetemi tanár, Gyöngyössi Pál orvos apja.

## Élete
Gyöngyösön kezdette s végezte elemi iskoláit, felsőbb tanulmányait Debrecenben (1690-96.) folytatta. Magasabb ismeretek szerzése végett 27 éves korában külföldi egyetemekre ment, ahol négy évig és néhány hónapig tartózkodott és ezen idő alatt meglátogatta az oxfordi, cambridge-i, londoni (itt elnyerte a teológiai doktori és az anglikán egyház presbiteri címét), leideni, utrechti, franekeri (1697. augusztus), göttingeni, frankfurti, lipcsei, wittenbergi, genfi és hallei egyetemeket.
1700-ban visszatért hazájába; Derecskén prédikátori hivatalt nyert. Alig kezdette meg lelkészi hivatalos működését, az egyházmegyének összes papsága azonnal ellene zúgott; irigyelte tőle a gazdag jövedelmet, a tekintélyes állást. Kocsi János akkori tiszántúli szuperintendens és debreceni paptól szenvedett legtöbbet; lelkészi kiképeztetését vonták kétségbe, mivel minősítvényét nem hazájában, hanem Angliában nyerte. Az excommunicatio, kiközösítés bélyegét sütötték reá s egyházára. Egy gúnyiratnak (mely Kocsi János ellen szórta nyilait) szerzőségét neki tulajdonították; ez ellen egy Szatmáron 1706. július 10-én a debreceni tanácshoz intézett magyar levelében (mely a Kassa városi levéltárban van és Paikoss alább idézett munkájában olvasható) védekezik. Ennek dacára az 1708. február 27-én Debrecenben tartott református egyetemes gyűlésen az egyházkerületből száműzték.
1709-ben tehát ekklézsiáját elhagyván, a tiszáninneni egyházkerületben keresett alkalmazást. Itt három évi bolyongás után Kassán állapodott meg és 1713-ban foglalta el az ott megüresedett lelkészi hivatalt. A kassai protestáns egyházaknak ekkor sanyarú helyzetük volt; a városi tanács, a protestáns polgárok érdekében kelt két királyi leirat (1713. augusztus 13. és 1714. június 26.) dacára mostohán bánt velük. Az 1696-ban a köztéren, a város német őrség elleni összeesküvés gyanúja miatt lefejezett 26 városi polgár emlékére gyászszobrot emeltek, mely Mária-szobor néven ismeretes és 1723. október 3-án fölszenteltetett. Midőn az ünnepélynek vége volt, valaki a szobor talapzatára gúnyverset ragasztott (Paikoss ezt is közli). A főpapság és katolikus lakosság ezen való fölháborodása méltán nagy lehetett; a gyanú Gyöngyösit érte, házkutatást tartottak nála és a gúnyirat másolatának két példányát ládájában találták; ezért őt börtönbe hurcolták. Hasztalan volt nejének Losonczi Rebekának könyörgése és híveinek közbenjárása; a végtárgyalást megindították ellene és fejvesztésre ítélték; a király azonban a halálos ítéletet megsemmisítette és száműzetésre változtatta.
1724 tavaszán hagyta el Gyöngyösi hazáját és Odera-Frankfurtban az egyetemi tanári kar előtt még a nyár folyamán jelentkezett, mire a király teológiai tanárrá kinevezte. Itt végezte be 1743-ban szenvedéssel teljes életét. Leánya, Abigail, Kármán József dunántúli református püspöknek később neje lett. A gúnyiratra vonatkozólag még külföldön is, midőn nem volt már oka mentegetődzni, azt állította, hogy azt mások csempészték ládájába. Bod Péter még azt is följegyezte róla, hogy 1742-ben II. Frigyes porosz királynak egy Nagy Sándor macedóniai király Magyarországon talált arany érmét ajándékozta volt és ekkor kelt iratában az ifjú királyt nagy Sándorhoz hasonlította.

## Munkái
- Dissertatio Scripturaria inauguralis de fatis Sexta N. T. aetate militantis dei ecclesiae, juxta epistolam, quae scripta est angelo ecclesiae Philadelphensis. Apoc. 3. 7-13. quae, de summo vero et triunopropitio ex auctoritate rectoris Magn. D. Jacobi Rhenferdii... suffragante... pro gradu doctoratus in theologia in templo academico publice ventilanda sistitur... Die 25. Martii A. 1700. Franequerae.
- Dissertatio ethico scripturaria, in Mnemoneutikon moris Christi et Christianorum. Pars prima quam praeside D. Herm. Alexandro Röell... publico auditorio ventilandam proponit... Franequerae, 1700.
- Altare pacis pro votis irenicis erectum arae Pilati Galilaeorum Luc. XIII. 1. substituendum, super tumulum opusculi theologici in qua quaeritur. An possit princeps, magistratus, dominus catholicus in ditione sua retinere haereticos, vel contra poenis eos aut exilio ad fidem cath. amplectandam cogere... comitis Gabr. Ant. Erdőedi de Monyorokerek episcopis Agriensis... sumptibus in lucem editi... Tyrnaviae, 1721. (és Basiliae, 1722. Ezt Timon Sámuel jezsuitának Opusculum theologicum. Tyrnaviae, 1721. cz. munkája ellen, mely Erdődy Gábor egri püspök meghagyásából és költségén jelent meg, írta s ennek tulajdonítják többen üldöztetését is).
- Sanctissimi Dei contra theologos zeli theatrum, quod oratione inaugurali, cum in illustri Viadrina academia ordinarium theologiae professionem susciperet, in ampl. universitatis auditorio produxit a 1727. Traj. Franc. prope Oderam.
- Domus Jehovae ornatus decentiae sanctitas. Dissertatione publica de reverentia templorum ecclesiae n. t. Christo Domino... propitio praeside P. Gy... illustrata. Defendente Joh. Nouvel. Traj. Franc. prope Oderam, 1731.
- Dissertatio theologica de mora Dei, tamquam elaterio oeconom. gratiae, et cunctatione, ceu anima spiritvs fidei, summo spei et solatii priorvm fulcro, quam Christi domino... propitio sub praes. P. Gy... publice defendit Michael A. Ajtai. Traj. Franc. prope Oderam, 1733.
- Speculum Σγενδερ' ας (Jac. I. 25.) excellentiae mulierum prae viris, in operibus fidei oeconomiae foederis gratiae imaginibus sanctarum mulierum ex sacris ser. v. & novi testamenti salvatore mundi Jesu Christo semine illo mulieris. (Gen. 3. 15.) Augustissimo propitio illustratum a. 1734. Traj. Franc. prope Oderam.
- Arcana sanctitatis Dei... quam praes. P. Gy... publice defendit Martinus Zagoni. Traj. Franc. prope Oderam, 1735.
- Tuba sanctuarii, Num 10. 2-9. Mich., 1. 2. Arcana Sanctitatis Dei proplanans... praeside P. Gy... defendit a. 1735. Martinus Zagoni. Traj. Franc. prope Oderam.
- Tuba sanctuarii, Num. 10., 2-9. Mich. 1. 2. arcana sanctitatis Dei, quae in oeconomia foederis gratiae, Jehova sanctus ille Israelis Esa 5., 19., 12., 6., 17., 7. a principio mundi circa peccata, tremendis monumentis declaravit... Traj. Franc. prope Oderam, 1736.
- Disputatio de Lapidibus Samariae. Traj. Franc. prope Oderam, 1736.
- Amoris & odii... oscula. Cant. I. v. 2. VI. 3. Prov. XXVII. v. 6. dissertatione de osculo sancto Rom. XVI. v. 17. eique opposito osculae Judae Luc. XXVII. v. 48. eorumque mysteriis, juxta sacras s. illustrata Christi Domino amoris, gratiae & irae aeternae... sub praes. P. Gy. defendens W. G. Nuglisch... a. 1738. publicavit. Traj. Franc. prope Oderam.
- Aureum candelabrum templi Exod. 25. 3. etc. quod symbolo Davidis verbum domini Lucerna pedibus Psalm. 119., 105. tanquam catholico ab exordio oeconomiae foederis gr. ecclesiae verae symbolo primaria Deut. 4. 2. 6. etc. foederatis praefixo, hac dissertatione periodica respondente Joh. Godof. Meyer,... insinuat. Traj. Franc. prope Oderam, 1738.
- Disputatio de glorificatione Christi. Traj. Franc. prope Oderam, 1738.
- De Sacramentis initiationis sub diversis temporum Oeconomiis. Traj. Franc. prope Oderam, 1738.
- Amphitheatrum (1. Cor. 4., 9. Heb. 10, 33.) Synagoniae, (Rom. 15., 30. Phil. 1., 7.) spiritus gratiae precum aciem castri sanctorum vet. et n. t. cum deo in precibus luctantium repraesentans, adspirante spiritu gratiae Joh. 20, etc... praeside P. Gy., deferente.. Lud. Weisse. Traj. Franc. prope Oderam, 1738.
- Psalm. 93. etc... Splendores domus Jehovae ornatus decentiae sanctitas dissertatione hac pentecostali Act. 2. 1. De lvstchémoné megalóprepeia. Psalm. 145., 5. sanctitatis templorum vivorum spiritus S. 1. Cor. 3. 16. etc. ejusque causis tam in hac vita quam in beate eorum analysi. 2. Tim. 4. 6. Architecto templi Dei primario spiritu s. propitio. Respondente Joa. Christ. Maji illustrata 1739. Traj. Franc. prope Oderam.
- Κηρυγμα Christi Domini paschale, de signo Jonae prophetae, quo Jonae πλειωνος Math. 12. 39-41. antitypici mysteria, in sortilegio S. S. Trinit. de salute fidelium in ipso sorte definita, juxta S. S. illustrantur, ad quam concionem audiendam, dissertatione periodica... praeses P. Gy. et defendens Andreas Danka d. 26. A. D. 1739... invitat. Traj. Franc. prope Oderam.
- Panophia christianismi Eph. 4., 14., 1. Cor. 11. 3. Defendente Paulo Bogeslao Kaluski. Traj. Franc. prope Oderam, 1740.
- Dissertatio theologica de transfiguratione Satanae in angelum lucis juxta 2. Corinth. XI. 14. Quam duce Phosphoro illo, Apoc. XXII. 16. ac luce illa vera. Joh. I. 9. quae splendet super confidentes in terra umbra lethalis. Esa. IX., 2. Praeside D. P. Gy... 1740. placido eruditorum examini submittit Steph. Komáromi. Traj. Franc. prope Oderam.
- Urias chittaeus paradigma heroicum... Praes. P. Gy., respondens Daniel Gyöngyössi. Traj. Franc. prope Oderam, 1741.
- Psal, 52. 10. Fructus pacis allegoricus, Ps. 92, 13. 14. Vallis Beracha ex victoria divina, 2. Chr. 20. 15. 17. 22 Jehosaphati, de tribus gentibus, Ammonitis, Moabitis, Secritis, v. 10. Germinans. v. 30. & 17: 10. 11. 12... praeside P. Gy. respondente Daniele Gyöngyössi. Traj. Franc. prope Oderam, 1742.
- Concio Christi Domini. De Beatitudine Pacificorum Christianorum Matthaei V, 9... praes. P. Gy. respondente Josepho Zydowicz. Traj. Franc. prope Oderam, 1742.
- Dissertatio theologica de patrono electorum dei, sive angelo alio intercessore. Juxta apoc. VIII. 3. 4. qua super adspirante Paracleti illius Joh. XIV, 16. & XVI. 7-15, omnia scrutantis 1. Cor. II. 10. gratia. praes. P. Gy. resp. Josephus B. Onodi. Traj. Franc. prope Oderam, 1742.